# Russisches Ostrowski-Dramatheater

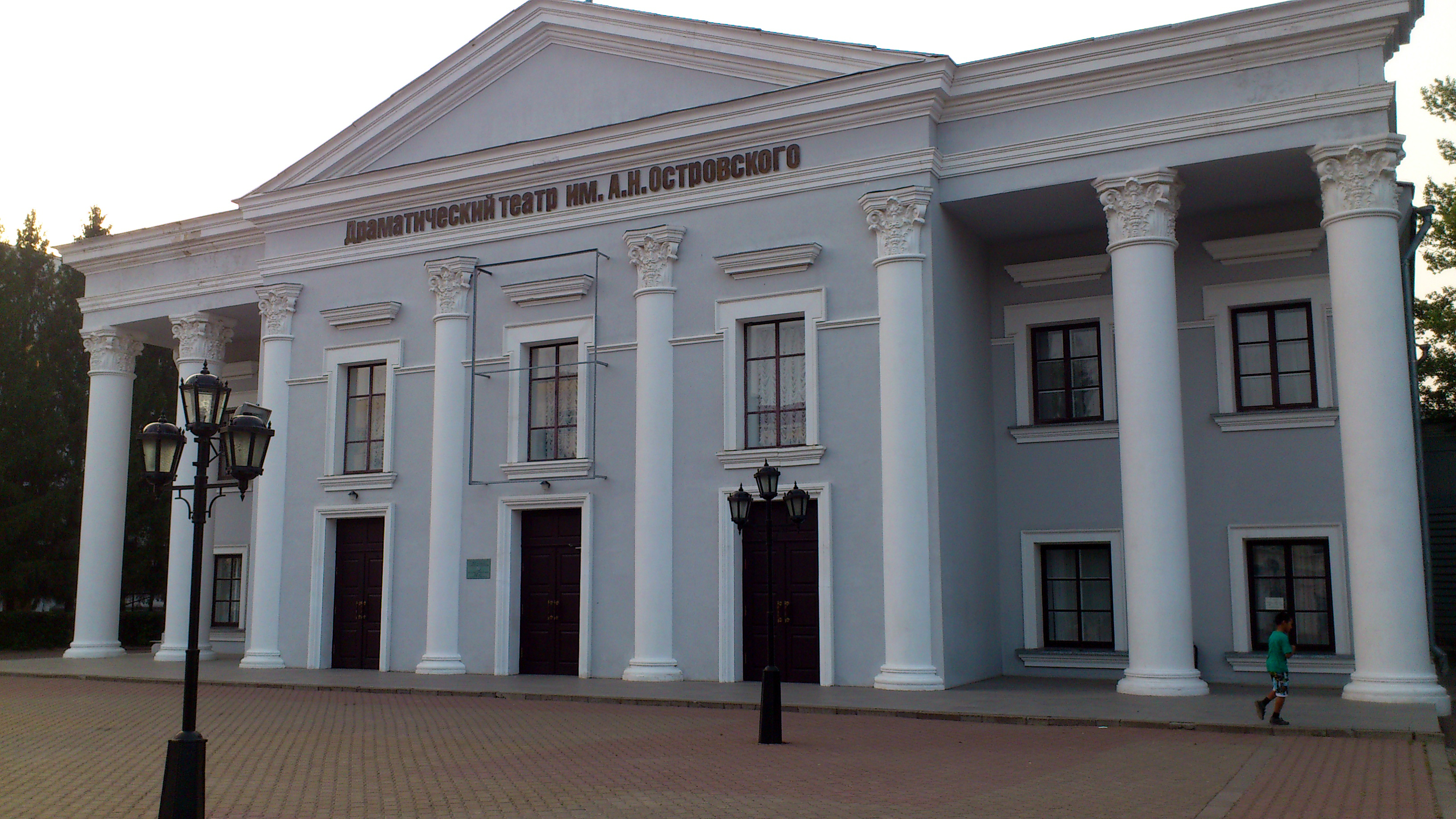
Das Gebäude des Ostrowski-Theaters

Das Russische Ostrowski-Dramatheater (russisch Уральский русский драматический театр им. А. Н. Островского) ist ein Theater in der kasachischen Stadt Oral. Gegründet wurde es 1859, womit es heute als ältester Theaterbetrieb in Kasachstan gilt.

## Geschichte
Die Gründung des Theaters im Jahr 1859 geht zurück auf Arkadi Stolypin, den damaligen Anführer des Ural-Kosakenheeres. Dieser ließ neben dem Stadttheater auch eine Bibliothek und eine Musikschule in Uralsk errichten. Zur Eröffnung des Theaters im September 1859 wurde das Stück Armut ist kein Laster des russischen Dramatikers Alexander Ostrowski aufgeführt. Unter den Darstellern befanden sich sowohl Amateure als auch professionelle Künstler aus den Nachbarstädten Orenburg und Saratow, die dafür nach Uralsk eingeladen wurden. In den Anfangsjahren wurden die Amateuraufführungen zwei- oder dreimal pro Woche aufgeführt. Einige der Aufführungen wurden vom Symphonieorchester der Kosaken begleitet, das damals auch bereits außerhalb der Stadt bekannt war.
Erst zwei Jahrzehnte nach seiner Gründung ging das Theater zu einem professionellen Spielbetrieb über. Die Organisation wurde von Privatunternehmern übernommen, die Regisseure und Künstler ins Theater einluden und die Bildung eines ständigen Ensembles initiierten. Die Darsteller wurde oftmals durch das Theaterbüro in Moskau gestellt. 1889 ließ der Kaufmann Firs Iwanowitsch Makarow anstelle des hölzernen Theatergebäudes ein neues Backsteingebäude bauen. In den späten 1880er und 1890er Jahren arbeiteten professionelle Künstler und Regisseure am Theater, die von lokalen Unternehmern eingeladen wurden.
Während des Russischen Bürgerkrieges wurde das Theatergebäude durch direkte Treffer von Artilleriegeschossen beschädigt. Nach Kriegsende wurden die Löcher in den Wänden und der Decke beseitigt und der Spielbetrieb wurde wieder aufgenommen. Der Zustand des Gebäudes verschlechterte sich mit den Jahren zunehmend und es wurde schließlich derart baufällig, dass es 1929 abgerissen wurde. Der Theaterbetrieb wurde in der bereits zuvor enteigneten Alexander-Newski-Kathedrale fortgesetzt. Diese brannte 1937 nieder und das Theater war ohne Spielort. Das neue Theatergebäude, das bis heute vom Theater genutzt wird, wurde 1940 an der Stelle des ehemaligen Puschkin-Hauses errichtet.
Während des Zweiten Weltkrieges arbeitete das Theater mit anderen Ensembles aus anderen Teilen der Sowjetunion zusammen, die nach Uralsk evakuiert wurden. So standen unter anderem Künstler des belarussischen Dramatheaters und des karelisch-finnischen Operettentheaters hier auf der Bühne. Erst im März 1945 erhielt Uralsk wieder sein eigenes Theaterensemble. In den Nachkriegsjahren spielte das militärische Thema in den Aufführungen eine bedeutende Rolle. Neben sowjetischen und ausländischen Dramen waren auch russische Klassiker und ins Russische übersetzte Werke kasachischer Schriftsteller wie Ghabit Müssirepow, Säbit Muqanow und Säken Schünissow im Repertoire zu finden. In den 1950er Jahren wurde das Programm von der sowjetischen Neuland-Kampagne beeinflusst; Themen der ländlichen Bevölkerung spielten eine große Rolle. 1960 wurde das Theater nach Alexander Ostrowski benannt.

## Gebäude
Das heutige Gebäude des Theaters wurde 1940 erbaut. Es befindet sich auf der Liste der Denkmäler von lokaler Bedeutung.